# Mrlínek
Mrlínek (en allemand : Mrlinek, de 1939 à 1945 : Merlinek)) est une commune du district de Kroměříž, dans la région de Zlín, en République tchèque. Sa population s'élevait à 272 habitants en 2025.

## Géographie
Mrlínek se trouve à 26 km au nord-est de Kroměříž, à 23 km au nord de Zlín, à 82 km à l'est-nord-est de Brno et à 244 km à l'est-sud-est de Prague.
La commune est limitée par Vítonice au nord, par Loukov à l'est, par Chvalčov au sud-est et par Bystřice pod Hostýnem au sud et à l'ouest.

## Histoire
La première mention écrite de la localité date de 1348.

## Transports
Par la route, Mrlínek se trouve à 4 km de Bystřice pod Hostýnem, à 32 km de Kroměříž, à 32 km de Zlín, à 94 km de Brno et à 30 km de Prague.

## Source
- (cs) Cet article est partiellement ou en totalité issu de l’article de Wikipédia en tchèque intitulé « Mrlínek » (voir la liste des auteurs).